# Rob Tognoni

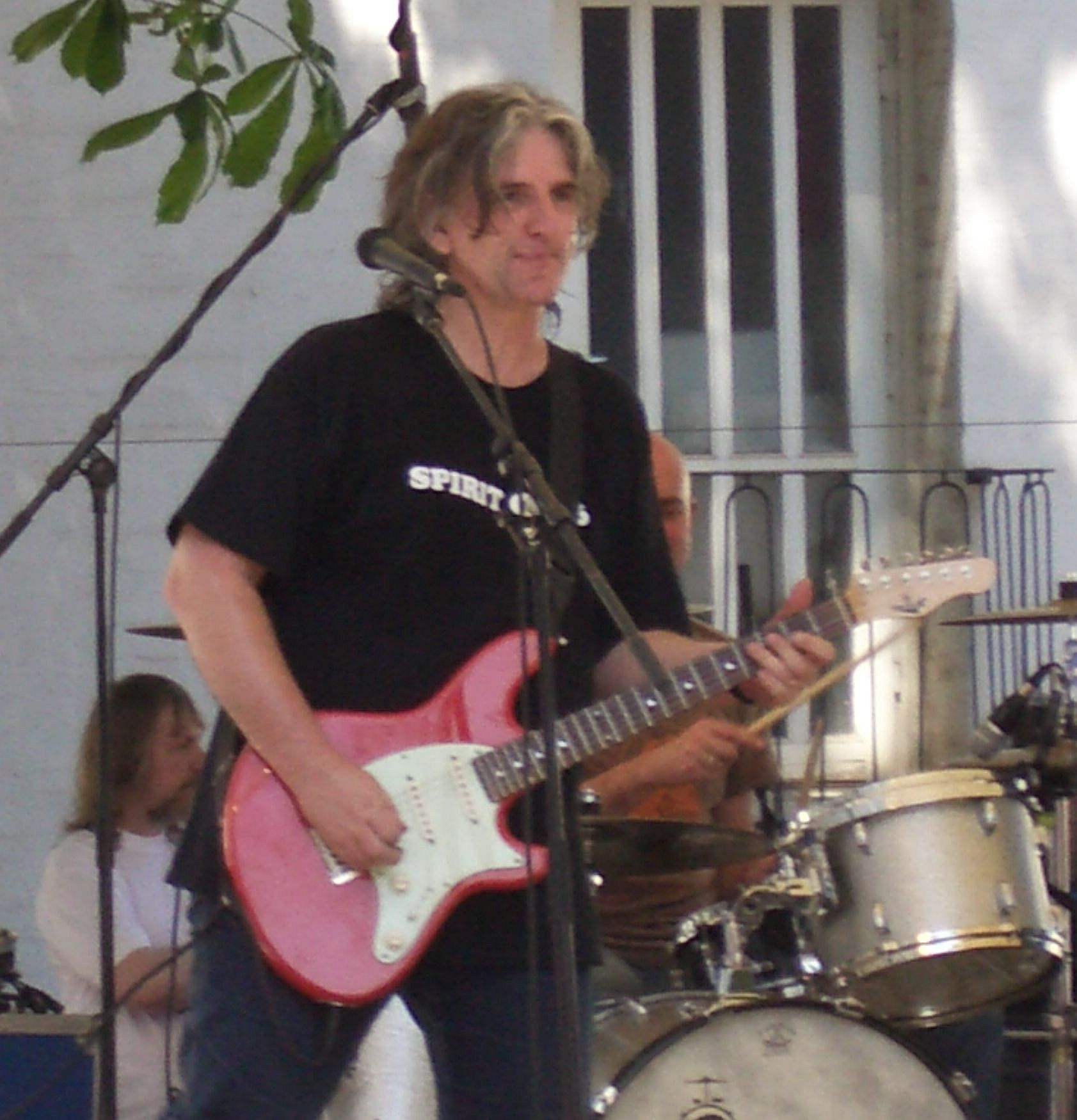
Blues Matinee 2006 in Saarbrücken

Robert „Rob“ John Tognoni (* 30. Oktober 1960 in Ulverstone, Tasmanien) ist ein australischer Bluesgitarrist. Sein Feeling für den Bluesrock kommt besonders durch seine ausgefeilte Spieltechnik zur Geltung. In seinem Spiel kombiniert er klassische Rockelemente wie Powerchords und treibende Riffs im Stile der Rockgruppe AC/DC mit dem Blues. Seine Musik wird insbesondere von Musikern wie B.B. King und Jimi Hendrix sowie der bereits erwähnten Band AC/DC beeinflusst.

## Leben
Tognoni ist Sohn eines italienischen Einwanderers. Sein Vater starb 1974 nach einem Verkehrsunfall. In der Folgezeit lernte Tognoni intensiv das Gitarrespiel. Nach dem Verlassen der Schule 1976 lebte er von diversen Gelegenheitsjobs.
1983, ein Jahr nach der Heirat mit Leonnie, wurde seine Tochter geboren. Tognoni, dessen Stil sich in Richtung Blues entwickelt hatte, gründete mit den Skidrow Boys seine erste Band und tourte mit ihnen durch Tasmanien. 1985 wurde die Band aufgelöst und Tognoni zog mit seiner Familie nach Melbourne. Dort schloss er sich einer Coverband an. Nach einem weiteren Umzug in die Nähe von Queensland 1986 gründet er die Band Outlaws, wo er nun zum ersten Mal auch als Sänger in Erscheinung trat. Die Band hat sogleich Erfolg. Bei den 20. Annual Queensland Rock Awards wurden sie in den Kategorien „Beste Band“, „Bester Gitarrist“ und „Bester Schlagzeuger“ ausgezeichnet. 1989 zog Tognonis Familie mit der Band wieder nach Melbourne. Die Outlaws, die sich 1990 in The Desert Cats umbenannten, tourten mit verschiedenen anderen Bands durch Australien und spielten zusammen mit Musikern wie Lonnie Mack, Joe Walsh oder Roy Buchanan. Schließlich zerbrach die Band, ein Wiederbelebungsversuch von Tognoni 1992 in einer anderen Besetzung scheiterte. Er kehrte mit seiner Familie 1993 nach Queensland zurück und tingelte durch Restaurants und Bars, um sich finanziell über Wasser zu halten.
In dieser Zeit erhielt er von einem alten Freund in Melbourne das Angebot, ein paar Songs in dessen Tonstudio aufzunehmen. Tognoni schickte die dabei entstandenen Demo-Bänder an Dave Hole, einen australischen Bluesmusiker, mit dem er zwei Jahre zuvor in kurzem Briefkontakt gestanden hatte, als er ihn für dessen Erfolg in den USA beglückwünschte. Dieser vermittelte einen Kontakt zu dem Plattenlabel Provogue/Mascot Records in den Niederlanden, von denen Tognoni einen Vertrag erhielt. Die ersten vier seiner CDs veröffentlicht er zusammen mit Provogue und seine Tourneen durch Europa machen ihn zu einem international anerkannten Blues-Musiker.
2002 gründet Rob Tognoni sein eigenes Label Electric Renegade und veröffentlichte dort zwei Studioalben. Die Live-Aufnahme Shakin’ the Devil’s Hand – Live ist unter dem französischen Label Dixiefrog erschienen. Seit 2003 spielt Tognoni mit deutschen Musikern zusammen, seit 2018 sind dies Slawek Semeniuk an der 5-saitigen Bassgitarre und Gerry Reynders am Schlagzeug.
Anlässlich der Hochzeit des dänischen Kronprinzen Kronprinz Frederik und der Australierin Mary Donaldson hatte Rob Tognoni 2004 einen Auftritt auf dem Rock ’n’ Royal Festival in Kopenhagen, dies vor 45.000 Zuschauern im Stadion und 2,5 Millionen Fernsehzuschauern allein in Dänemark. Er spielte die australische Nationalhymne im „Gitarren-Duell“ mit Jacob Binzer von D-A-D, der die dänische Hymne spielte.

## Diskografie
Soloalben
- 1995 – Stones and Colours
- 1997 – Headstrong
- 1999 – Live at the Twilight
- 2001 – Monkeygrinder
- 2002 – Retro Shakin’
- 2005 – Shakin’ the Devil’s Hand – Live in Europe
- 2006 – The Ironyard
- 2008 – Capital Wah
- 2008 – Ironyard Revisited
- 2009 – 2010db
- 2010 – Rock and Roll Live
- 2012 – Energy Red
- 2012 – Boogie Like You Never Did (Sampler)
- 2012 – Art
- 2013 – Casino Placebo
- 2014 – The Lost Album
- 2015 – Birra for Lira
- 2016 - Brave (Self-released)
- 2018 - The Village - Alive!
- 2018 - Live At The Meisenfrei
- 2020 - Catfish Cake
- 2024 - Rebel